# Tin Kontrec
Tin Kontrec (Našice, 9 de septiembre de 1989) es un jugador de balonmano croata que juega de pívot en el VfL Gummersbach y en la selección de balonmano de Croacia.
Su primer campeonato con la selección fue el Campeonato Mundial de Balonmano Masculino de 2017.

## Palmarés

### RK Zagreb
- Liga de Croacia de balonmano (4): 2016, 2017, 2018, 2019
- Copa de Croacia de balonmano (4): 2016, 2017, 2018, 2019

## Clubes
- RK Bjelovar
- GRK Varazdin ( -2015)
- RK Zagreb (2015-2019)
- VfL Gummersbach (2019- )